# Arctosa depectinata
Arctosa depectinata är en spindelart som först beskrevs av Friedrich Wilhelm Bösenberg och Embrik Strand 1906.  Arctosa depectinata ingår i släktet Arctosa och familjen vargspindlar. Inga underarter finns listade i Catalogue of Life.